# Congresso Internacional de Matemáticos
O Congresso Internacional de Matemáticos (em inglês: International Congress of Mathematicians (ICM)) é o maior congresso de matemática. É realizado quadrianualmente pela União Internacional de Matemática. O primeiro congresso foi realizado em 1897, em Zurique.
No congresso de 1900 David Hilbert apresentou os famosos Problemas de Hilbert.
Desde 1936 a Medalha Fields é concedida durante o congresso.